# Diversidoris sulphurea
Diversidoris sulphurea is een zeenaaktslak uit de familie van de Chromodorididae. De wetenschappelijke naam van de soort is voor het eerst geldig gepubliceerd in 1986 door Rudman.
Deze slak komt voor langs de kusten van Zuid-Australië (van New South Wales tot West-Australië), op een diepte van 6 tot 10 meter. De naam sulphurea is afgeleid van het Latijnse woord sulphur, wat zwavel betekent. Dit verwijst naar de zwavelgele kleur van de slak. De slak is felgeel, met een dito mantelrand en oranje vlekken. De kieuwen en de rinoforen zijn eveneens felgeel. Ze wordt, als ze volwassen is, zo'n 12 tot 22 mm lang. Ze voeden zich met sponzen.